# صبري العامري
صبري العامري (مواليد 31 يناير 1993) هو لاعب وسط كرة قدم تونسي يلعب حاليًا في نادي الريان السعودي.

## روابط خارجية
صبري العامري على موقع قاعدة بيانات كرة القدم.إي يو (الإنجليزية)
- صبري العامري على موقع Soccerway.com (الإنجليزية)
- صبري العامري على موقع عالم كرة القدم.نت (الإنجليزية)